# Плазья, Кристиан
Кристиан Плазья (фр. Christian Plaziat; род. 28 октября 1963, Лион) — французский легкоатлет, специалист по многоборьям. Выступал за сборную Франции по лёгкой атлетике в 1986—1997 годах, чемпион Европы, чемпион мира в помещении, бывший рекордсмен мира в семиборье, участник трёх летних Олимпийских игр.

## Биография
Кристиан Плазья родился 28 октября 1963 года в Лионе.
Впервые заявил о себе в десятиборье на взрослом международном уровне в сезоне 1986 года, когда вошёл в основной состав французской национальной сборной и выступил на чемпионате Европы в Штутгарте, где с результатом в 8196 очков занял седьмое место.
В 1987 году стал четвёртым на чемпионате мира в Риме.
В 1988 году на домашних соревнованиях Décastar в Талансе показал лучший результат мирового сезона в десятиборье — 8512 очка. Благодаря череде удачных выступлений удостоился права защищать честь страны на летних Олимпийских играх в Сеуле — набрал в сумме всех дисциплин 8272 очка, расположившись в итоговом протоколе соревнований на пятой строке.
Зимой 1989 года установил мировой рекорд в семиборье (6241), позже на Кубке Европы по легкоатлетическим многоборьям в Тёнсберге одержал победу в личном зачёте и с французской сборной стал пятым в командном зачёте.
В 1990 году завоевал золотую медаль на чемпионате Европы в Сплите.
В 1991 году на Кубке Европы в Хелмонде был лучшим в личном зачёте и помог своим соотечественникам выиграть серебряные награды командного зачёта, тогда как на чемпионате мира в Токио занял девятое место.
В 1992 году победил на чемпионате Европы в помещении в Генуе, участвовал в Олимпийских играх в Барселоне — вынужден был досрочно завершить выступление и не показал никакого результата.
На Кубке Европы 1993 года в Оулу получил серебряную и золотую награды в личном и командном зачётах соответственно. На чемпионате мира в Штутгарте был шестым.
В 1994 году в семиборье превзошёл всех соперников на чемпионате Европы в помещении в Париже. В десятиборье показал четвёртый результат на чемпионате Европы в Хельсинки, выиграл личный и командный зачёты на домашнем Кубке Европы в Лионе.
В 1995 году победил на чемпионате мира в помещении в Барселоне, показал шестой результат на чемпионате мира в Гётеборге.
На Кубке Европы 1996 года в Лаге стал шестым в личном зачёте и выиграл серебряную медаль командного зачёта. Находясь в числе лидеров легкоатлетической команды Франции, благополучно прошёл отбор на Олимпийские игры в Атланте — на сей раз с результатом в 8282 очка занял итоговое 11-е место.
После атлантской Олимпиады Плазья ещё в течение некоторого времени оставался в составе французской национальной сборной и продолжал принимать участие в крупнейших международных стартах. Так, в 1997 году он отметился выступлением на чемпионате мира в помещении в Париже, где в программе семиборья стал пятым.